# Trier-Saarburg
Trier-Saarburg là một huyện ở phía tây của Rheinland-Pfalz, Đức. Các huyện giáp ranh (từ phía bắc theo chiều kim đồng hồ) là: Bitburg-Prüm, Bernkastel-Wittlich, Birkenfeld, Sankt Wendel (Saarland), và Merzig-Wadern (Saarland). phía tây huyện này giáp Luxembourg. Thành phố không thuộc huyện Trier hoàn toàn bao quanh huyện này.

## Lịch sử
Huyện được thành lập năm 1969 thông qua việc hợp nhất các huyện cũ Trier and Saarburg.

## Địa lý
Sông chính chảy qua huyện này là Moselle. Các khu vực giữa hai chi lưu là sông Ruwer và sông Saar, là vùng trồng nho của nổi tiếng của Đức.

## Các thị xã và đô thị
| Verbandsgemeinden | Verbandsgemeinden | Verbandsgemeinden | |
| --- | --- | --- | --- |
| - 1. Hermeskeil 1. Bescheid 2. Beuren 3. Damflos 4. Geisfeld 5. Grimburg 6. Gusenburg 7. Hermeskeil1, 2 8. Hinzert-Pölert 9. Naurath (Wald) 10. Neuhütten 11. Rascheid 12. Reinsfeld 13. Züsch - 2. Konz 1. Kanzem 2. Konz1, 2 3. Nittel 4. Oberbillig 5. Onsdorf 6. Pellingen 7. Tawern 8. Temmels 9. Wasserliesch 10. Wawern 11. Wellen 12. Wiltingen | - 3. Ruwer 1. Bonerath 2. Farschweiler 3. Gusterath 4. Gutweiler 5. Herl 6. Hinzenburg 7. Holzerath 8. Kasel 9. Korlingen 10. Lorscheid 11. Mertesdorf 12. Morscheid 13. Ollmuth 14. Osburg 15. Pluwig 16. Riveris 17. Schöndorf 18. Sommerau 19. Thomm 20. Waldrach1 | - 4. Saarburg-Kell 1. Ayl 2. Baldringen 3. Fisch 4. Freudenburg 5. Greimerath 6. Heddert 7. Hentern 8. Irsch 9. Kastel-Staadt 10. Kell am See 11. Kirf 12. Lampaden 13. Mandern 14. Mannebach 15. Merzkirchen 16. Ockfen 17. Palzem 18. Paschel 19. Saarburg1, 2 20. Schillingen 21. Schoden 22. Schömerich 23. Serrig 24. Taben-Rodt 25. Trassem 26. Vierherrenborn 27. Waldweiler 28. Wincheringen 29. Zerf | - 5. Schweich an der Römischen Weinstraße 1. Bekond 2. Detzem 3. Ensch 4. Fell 5. Föhren 6. Kenn 7. Klüsserath 8. Köwerich 9. Leiwen 10. Longen 11. Longuich 12. Mehring 13. Naurath (Eifel) 14. Pölich 15. Riol 16. Schleich 17. Schweich1, 2 18. Thörnich - 6. Trier-Land [seat: Trier] 1. Aach 2. Franzenheim 3. Hockweiler 4. Igel 5. Kordel 6. Langsur 7. Newel 8. Ralingen 9. Trierweiler 10. Welschbillig 11. Zemmer |
| 1thủ phủ của Verbandsgemeinde; 2thị xã | | | |